# جيمس إس. بوينتون
جيمس إس. بوينتون هو محامي وقاضي وسياسي أمريكي، ولد في 7 مايو 1833 في مقاطعة هينري في الولايات المتحدة، وتوفي في 22 ديسمبر 1902 في غريفين في الولايات المتحدة. نشط حزبياً في الحزب الديمقراطي. وقد انتخب حاكم جورجيا ‏ وانتخب عضو مجلس نواب جورجيا ‏.